# Світлі Поляни
Світлі Поля́ни (рос. Светлые Поляны) — селище у складі Кетовського району Курганської області, Росія. Адміністративний центр Світлополянської сільської ради.
Населення — 697 осіб (2010, 637 у 2002).